# Gueorgui Ivanovitch Tchelpanov
Gueorgui Ivanovitch Tchelpanov (Гео́ргій Іва́нович Челпа́нов, Георгий Иванович Челпанов), également écrit Georgij Ivanovitch Tchelpanov, né le 28 avril 1862 à Marioupol, Ukraine et décédé le 13 février 1936 à Moscou, URSS est un philosophe, psychologue et logicien ukrainien et russe.
Il est un des membres de l'association de psychologie de Moscou (ru) (Московское психологическое общество).

## Biographie
Il étudie à l'université de Novorossiisk, à Odessa, en Ukraine.
En 1890, il enseigne à l'Université de Moscou
À partir de 1892 à 1907, il enseigne la philosophie à l'Université de Kiev. Il fonde à Kiev le premier laboratoire de psychologie (1897). 
En 1907-1923, il enseigne à l'Université de Moscou. Il est un des membres de l'association de psychologie de Moscou (ru) (Московское психологическое общество) (1912).
Il publie dans des revues telles que Russkaya Mysl (Русская мысль, Pensée russe) ou Problèmes de philosophie et psychologie (ru) (Вопросы философии и психологии).